# Lawmen: Bass Reeves
Lawmen: Bass Reeves (Hombres de ley: Bass Reeves, en español) es una miniserie de televisión estadounidense creada por Chad Feehan, quien también se desempeña como showrunner y productor ejecutivo junto con Taylor Sheridan, David C. Glasser, David Oyelowo, Jessica Oyelowo, David Permut, Christina Alexandra Voros, Ron Burkle, Bob Yari y David Hutkin. Protagonizada por Oyelowo, está basado en la vida del primer mariscal adjunto afroamericano al oeste del Río Mississippi, Bass Reeves.  En la serie aparecen varias estrellas importantes, entre ellas, la participación especial del actor y músico Garrett Hedlund.
La serie se estrenó en Paramount+ el 5 de noviembre de 2023, con episodios consecutivos.

## Sinopsis
A pesar de tener éxito, Bass Reeves, el primer alguacil estadounidense negro al oeste del Misisipi, lucha con el peso de su placa y el costo moral y espiritual que le cobra a su familia.

## Reparto
- David Oyelowo como Bass Reeves: un oficial de paz federal del "territorio indio" con base en Fort Smith, Arkansas, que capturó a más de 3.000 de los criminales más peligrosos sin resultar herido.
- Lauren E. Banks como Jennie Reeves: esposa de Bass
- Demi Singleton como Sally Reeves: la hija mayor de Bass
- Forrest Goodluck como Billy Crow: un joven cherokee con afinidad por los libros de las tiendas de segunda mano y el estilo llamativo.
- Barry Pepper como Esaú Pierce: el líder de los primeros rifles montados Cherokee
- Dennis Quaid como Sherrill Lynn: mariscal adjunto de los EE. UU.
- Grantham Coleman como Edwin Jones: un hombre extremadamente persuasivo que tiene una visión clara y una promesa para el futuro, para aquellos que escuchen.
- Donald Sutherland como Isaac Parker: un juez imponente y dominante en el juzgado de Fort Smith, conocido como el "juez colgante".

## Producción

### Desarrollo
En septiembre de 2021 se anunció que Taylor Sheridan estaba desarrollando una serie de televisión basada en Reeves, con David Oyelowo como protagonista del papel.  En mayo de 2022, la serie se encargó a Paramount+ y se llamó temporalmente 1883: The Bass Reeves Story. Inicialmente se describió como un spin-off de la serie 1883, en sí misma una precuela de Yellowstone,  pero desde entonces se ha confirmado que ya no tiene lugar en el universo de Yellowstone.  El programa se basa en gran medida en los dos primeros libros de The Bass Reeves Trilogy de Sidney Thompson: Follow the Angels, Follow the Doves e Hell on the Border. 

### Casting
Dennis Quaid se unió al elenco en enero de 2023.  Forrest Goodluck, Lauren E. Banks y Barry Pepper fueron elegidos en febrero,  y Grantham Coleman y Demi Singleton se agregaron el mes siguiente.  Garrett Hedlund también fue elegido pero para una participación especial. En abril, la serie pasó a llamarse Lawmen: Bass Reeves para ampliar la serie y representar a otros agentes de la ley destacados, con Donald Sutherland, Joaquina Kalukango, Lonnie Chavis, Rob Morgan, Ryan O'Nan, Justin Hurtt-Dunkley y Shea Whigham se une al elenco en papeles recurrentes. 

### Rodaje
El rodaje de la serie comenzó en Fort Worth, Texas, en octubre de 2022.  En enero de 2023, Quaid declaró que había comenzado a filmar la serie.  El rodaje finalizó a principios de junio de 2023. 

## Recepción

### Crítica
Taylor Sheridan uno de los guionistas que mejor ha sabido captar el lado más salvaje y profundo de EE. UU, es el encargado de llevar a la pantalla una historia épica en la que un esclavo termina convirtiéndose en agente de la ley. Al tratarse de una miniserie la velocidad a la que transcurre el relato deja poco espacio para desarrollar el personaje y su entorno. Sheridan ha prescindido de la parte más interesante de la historia: cómo aprendió a disparar, a leer, cuáles son motivaciones y el origen de sus fuerte convicciones morales, para apostar por un esquema más clásico del western: cada episodio tiene que perseguir y capturar a uno o varios forajidos.